# Bernd von Kanne

Bernd von Kanne

Bernd Freiherr von Kanne (* 14. März 1884 in Breitenhaupt; † 20. September 1967 ebenda) war ein deutscher Politiker (NSDAP) und Reichskommissar für Milch- und Fettwirtschaft sowie Reichskommissar für die Durchführung der Marktordnung.

## Biografie
Bernd von Kanne aus dem Adelsgeschlecht derer von Kanne entstammte einer Gutsbesitzerfamilie aus Steinheim im Kreis Höxter, deren Familiensitz das Gut Breitenhaupt ist. Der Vater Karl von Kanne erhielt 1893 zu Potsdam, Neues Palais, den preußischen Freiherrentitel, die Mutter war Therese Freiin von Haxthausen. Während des Ersten Weltkrieges diente er selbst als Rittmeister im Husaren-Regiment Nr. 8. Er studierte zwei Semester an der Universität Halle und der Universität Freiburg, ohne einen Abschluss zu erlangen. Bernd Freiherr von Kanne war historisch interessiert und kaufte unter anderem 1928 das Gutsarchiv Herstelle sowie andere westfälische Archivgüter. Zum 1. November 1930 trat er der NSDAP bei (Mitgliedsnummer 349.849). Ab 1932 war er Mitglied des Preußischen Landtags.
Am 31. Juli 1933 wurde er zum Reichskommissar für Milch- und Fettwirtschaft ernannt und behielt dieses Amt bis zum Tode von Adolf Hitler am 30. April 1945. In der NS-Zeit erhielt er aufgrund dieses Amtes den Spottnamen „Reichsmilchkanne“. Zu seinem Amtsbereich gehörte ab dem 5. November 1934 auch die Durchführung der Marktordnung, er traf in dieser Funktion auch Absprachen im Bereich des Rechts der Betriebsprüfung mit dem Präsidenten des Reichsverbands der deutschen landwirtschaftlichen Genossenschaften. Am 11. August 1934 wurde er zum Verwaltungsamtsführer des Reichsnährstands ernannt und behielt diesen Posten bis 1937, als er von Hellmut Körner abgelöst wurde.
Kanne wurde am 12. November 1933 nach der Erklärung der NSDAP zur einzigen Partei im Deutschen Reich durch das Gesetz gegen die Neubildung von Parteien Mitglied des Reichstages und behielt dieses Mandat auch nach der „Wahl“ vom 29. März 1936.
Er gehörte der SS an (SS-Nummer 245.554) und war als SS-Oberführer von 1935 bis 1937 Leiter des Sippenamtes im Rasse- und Siedlungshauptamt. Am 9. November 1936 folgte seine Beförderung zum SS-Brigadeführer. Als solcher wurde er 1936 auch Vorsitzender des Vereins „Lebensborn“. Dieses Amt behielt er bis zum 1. Januar 1938, als die Vereinsführung direkt vom Reichsführer SS Heinrich Himmler übernommen wurde. Die Leitung des Sippenamtes im Rasse- und Siedlungshauptamt hatte er 1937 an Arthur Gütt übergeben.
Am 22. September 1917 hatte Bernd von Kanne in Linzenich Marie Charlotte Freiin von Mylius (* 3. September 1895) geheiratet. Das Ehepaar hatte eine Tochter Marie-Theres und den Sohn Itel-Dietrich, der als Leutnant und Flugzeugführer im Februar 1945 starb.

## Auszeichnungen
1936 wurde Kanne mit der Hermann-von-Nathusius-Medaille der Deutschen Gesellschaft für Züchtungskunde für seine Leistungen in der Tierzucht ausgezeichnet. 1956 erfolgte die Auszeichnung mit der Adolf-Köppe-Nadel der Deutschen Gesellschaft für Züchtungskunde.